# Fernando Claudet
Fernando Teófilo Claudet Torres (Lima, 25 novembre 1940) è un ex cestista peruviano.

## Carriera
Con il Perù ha disputato i Campionati mondiali del 1963.